# Saison 1 de Canada's Drag Race: Canada vs The World
La première saison de Canada's Drag Race: Canada vs The World est diffusée pour la première fois le 18 novembre 2022 sur Crave au Canada et sur WOW Presents Plus à l'international.
La saison est annoncée le 6 juin 2022 par World of Wonder. Le casting est composé de neuf candidates et est dévoilé le 17 octobre 2022 sur Instagram et Twitter par World of Wonder.
La gagnante de la saison reçoit 100 000 dollars.
La gagnante de la saison est Ra'Jah O'Hara, avec Silky Nutmeg Ganache comme seconde.

## Candidates
Les candidates de la première saison de Canada's Drag Race: Canada vs The World sont :
(Les noms et âges donnés sont ceux annoncés au moment de la compétition.)
| Candidate                      | Candidate            | Âge | Émission originale            | Saison originale | Classement original | Classement            |
| ------------------------------ | -------------------- | --- | ----------------------------- | ---------------- | ------------------- | --------------------- |
| Drapeau des États-Unis         | Ra'Jah O'Hara        | 36  | RuPaul's Drag Race            | Saison 11        | 9ème place          | Gagnante              |
| Drapeau des États-Unis         | Ra'Jah O'Hara        | 36  | RuPaul's Drag Race All Stars  | Saison 6         | Seconde             | Gagnante              |
| Drapeau des États-Unis         | Silky Nutmeg Ganache | 31  | RuPaul's Drag Race            | Saison 11        | 3ème/4ème place     | Seconde               |
| Drapeau des États-Unis         | Silky Nutmeg Ganache | 31  | RuPaul's Drag Race All Stars  | Saison 6         | 11ème place         | Seconde               |
| Drapeau du Canada              | Rita Baga            | 34  | Canada's Drag Race            | Saison 1         | Seconde             | 3ème place 4ème place |
| Drapeau du Royaume-Uni         | Victoria Scone       | 29  | RuPaul's Drag Race UK         | Saison 3         | 10ème place         | 3ème place 4ème place |
| Drapeau du Royaume-Uni         | Vanity Milan         | 30  | RuPaul's Drag Race UK         | Saison 3         | 4ème place          | 5ème place            |
| Drapeau du Canada              | Icesis Couture       | 35  | Canada's Drag Race            | Saison 2         | Gagnante            | 6ème place            |
| Drapeau de la Nouvelle-Zélande | Anita Wigl'it        | 32  | RuPaul's Drag Race Down Under | Saison 1         | 8ème place          | 7ème place            |
| Drapeau du Canada              | Stephanie Prince     | 24  | Canada's Drag Race            | Saison 2         | 10ème place         | 8ème place            |
| Drapeau du Canada              | Kendall Gender       | 31  | Canada's Drag Race            | Saison 2         | Seconde             | 9ème place            |

## Progression des candidates
|            |                                |                      | Épisode | Épisode | Épisode | Épisode | Épisode | Épisode  |
| 1          | 2                              | 3                    | 4       | 5       | 6       |         |         |          |
| ---------- | ------------------------------ | -------------------- | ------- | ------- | ------- | ------- | ------- | -------- |
| Candidates | Drapeau des États-Unis         | Ra'Jah O'Hara        | HIGH    | WIN     | SAFE    | BTM2    | HIGH    | GAGNANTE |
| Candidates | Drapeau des États-Unis         | Silky Nutmeg Ganache | SAFE    | LOW     | WIN     | WIN     | BTM2    | SECONDE  |
| Candidates | Drapeau du Canada              | Rita Baga            | WIN     | SAFE    | BTM2    | SAFE    | WIN     | ELIMINÉE |
| Candidates | Drapeau du Royaume-Uni         | Victoria Scone       | SAFE    | LOW     | WIN     | WIN     | WIN     | ELIMINÉE |
| Candidates | Drapeau du Royaume-Uni         | Vanity Milan         | WIN     | SAFE    | LOW     | BTM2    | ELIM    | INVITÉE  |
| Candidates | Drapeau du Canada              | Icesis Couture       | SAFE    | WIN     | SAFE    | QUIT    |         | INVITÉE  |
| Candidates | Drapeau de la Nouvelle-Zélande | Anita Wigl'it        | LOW     | BTM2    | ELIM    |         |         | INVITÉE  |
| Candidates | Drapeau du Canada              | Stephanie Prince     | BTM2    | ELIM    |         |         |         | INVITÉE  |
| Candidates | Drapeau du Canada              | Kendall Gender       | ELIM    |         |         |         |         | INVITÉE  |

 La candidate a gagné Canada's Drag Race: Canada vs The World.
 La candidate est arrivée seconde.
 La candidate a gagné le maxi challenge et a gagné le lip-sync for the world.
 La candidate a gagné le maxi challenge mais a perdu le lip-sync for the world.
 La candidate a reçu des critiques positives des juges et a été déclarée sauve.
 La candidate a été déclarée sauve.
 La candidate a reçu des critiques des juges et a été déclarée sauve.
 La candidate a reçu des critiques négatives des juges mais a été déclarée sauve.
 La candidate a été en danger d'élimination.
 La candidate a été éliminée.
 La candidate a abandonné la compétition.

## Lip-syncs
| Épisode | Candidate (Choix d'élimination)      | vs. | Candidate (Choix d'élimination)  | Chanson                      | Artiste                         | Gagnante             | Candidates en danger d'élimination | Candidate éliminée   |
| ------- | ------------------------------------ | --- | -------------------------------- | ---------------------------- | ------------------------------- | -------------------- | ---------------------------------- | -------------------- |
| 1       | Rita Baga (Kendall Gender)           | vs. | Vanity Milan (Kendall Gender)    | Brand New Bitch              | Anjulie                         | Vanity Milan         | Kendall Gender Stephanie Prince    | Kendall Gender       |
| 2       | Icesis Couture (Stephanie Prince)    | vs. | Ra'Jah O'Hara (Stephanie Prince) | Sk8er Boi                    | Avril Lavigne                   | Icesis Couture       | Anita Wigl'it Stephanie Prince     | Stephanie Prince     |
| 3       | Silky Nutmeg Ganache (Anita Wigl'it) | vs. | Victoria Scone (Anita Wigl'it)   | Nobody's Supposed to Be Here | Deborah Cox                     | Silky Nutmeg Ganache | Anita Wigl'it Rita Baga            | Anita Wigl'it        |
| 4       | Silky Nutmeg Ganache (Vanity Milan)  | vs. | Victoria Scone (Vanity Milan)    | Your Daddy Don't Know        | Toronto                         | Victoria Scone       | Ra'Jah O'Hara Vanity MIlan         | Aucune               |
| 5       | Rita Baga (Vanity Milan)             | vs. | Victoria Scone (Vanity Milan)    | Freak                        | Estelle ft. Kardinal Offishall  | Rita Baga            | Silky Nutmeg Ganache Vanity Milan  | Vanity Milan         |
| 6       | Ra'Jah O'Hara                        | vs. | Victoria Scone                   | Do It                        | Nelly Furtado ft. Missy Elliott | Ra'Jah O'Hara        | —                                  | Victoria Scone       |
| 6       | Rita Baga                            | vs. | Silky Nutmeg Ganache             | Broken Bones                 | Love Inc.                       | Silky Nutmeg Ganache | —                                  | Rita Baga            |
| 6       | Ra'Jah O'Hara                        | vs. | Silky Nutmeg Ganache             | River Deep, Mountain High    | Céline Dion                     | Ra'Jah O'Hara        | —                                  | Silky Nutmeg Ganache |

 La candidate a été éliminée après sa première fois en danger d'élimination.
 La candidate a été éliminée après sa deuxième fois en danger d'élimination.
 La candidate a été éliminée après le premier round du tournoi de lip-syncs.
 La candidate a été éliminée après le second round du tournoi de lip-syncs.
 La candidate a gagné Canada's Drag Race: Canada vs The World.

## Juges invités
Cités par ordre d'apparition :
- Anjulie, chanteuse canadienne ;
- Priyanka, drag queen canadienne, gagnante de la première saison de Canada's Drag Race ;
- Sarain Fox, activiste canadienne ;
- Hollywood Jade, danseur et chorégraphe canadien ;
- Jeanne Beker, personnalité télévisée canadienne ;
- Gary Jannetti, acteur canadien ;
- Joe Zee, styliste canadien ;
- Monét X Change, drag queen américaine, gagnante de la quatrième saison de RuPaul's Drag Race All Stars.

### Invités spéciaux
Certains invités apparaissent dans les épisodes, mais ne font pas partie du panel de jurés.
Épisode 2
- Justin Trudeau, homme politique canadien, Premier ministre du Canada de 2015 à 2025.

## Épisodes
| GROUPE    | TOUCHÉ!       | TOUCHÉ!   | TOUCHÉ!        | THE MAPLE SHE'RUPS | THE MAPLE SHE'RUPS | THE MAPLE SHE'RUPS | SRV           | SRV                  | SRV          |
| --------- | ------------- | --------- | -------------- | ------------------ | ------------------ | ------------------ | ------------- | -------------------- | ------------ |
| CANDIDATE | Anita Wigl'it | Rita Baga | Victoria Scone | Kendall Gender     | Icesis Couture     | Stephanie Prince   | Ra'Jah O'Hara | Silky Nutmeg Ganache | Vanity Milan |

| CANDIDATE  | Anita Wigl'it | Icesis Couture    | Ra'Jah O'Hara | Rita Baga | Silky Nutmeg Ganache | Stephanie Prince | Vanity Milan | Victoria Scone |
| PERSONNAGE | Adele         | Donatella Versace | Big Freedia   | Guilda    | Lizzo                | Cardi B          | Spice        | Kim Woodburn   |

| CANDIDATE                              | RA'JAH O'HARA | RITA BAGA     | SILKY NUTMEG GANACHE | VICTORIA SCONE   |
| -------------------------------------- | ------------- | ------------- | -------------------- | ---------------- |
| NOMBRE DE VICTOIRES                    | 1             | 2             | 2                    | 3                |
| ÉPISODE(S)                             | Épisode 2     | Épisodes 1, 5 | Épisodes 3, 4        | Épisodes 3, 4, 5 |
| NOMBRE DE FOIS EN DANGER D'ÉLIMINATION | 1             | 1             | 1                    | 0                |
| ÉPISODE(S)                             | Épisode 4     | Épisode 3     | Épisode 5            | —                |